# Armor of Light
Armor of Light è il diciassettesimo album in studio del gruppo musicale heavy metal statunitense Riot V, pubblicato il 27 aprile 2018.

## Tracce
1. Victory – 4:40
2. End of the World – 5:09
3. Messiah – 4:20
4. Angel's Thunder, Devil's Reign – 4:40
5. Burn the Daylight – 4:47
6. Heart of a Lion – 3:52
7. Armor of Light – 4:36
8. Set the World Alright – 4:52
9. San Antonio – 3:49
10. Caught in a Witches Eye – 4:56
11. Ready to Shine – 5:00
12. Raining Fire – 4:45

## Formazione
- Todd Michael Hall - voce
- Nick Lee -  chitarra
- Mike Flyntz -  chitarra
- Don Van Stavern - basso
- Frank Gilchriest - batteria